# Ivan Susloparov
Ivan Alexeivitx Susloparov (rus: Иван Алексеевич Суслопаров); tot i que el cognom sovint s'escriu la manera francesa (19 d'octubre de 1897-16 de desembre de 1974) va ser un general soviètic que serví com a comandant de la missió d'enllaç militar amb el govern francès i la Força Expedicionària Aliada a Europa entre 1944-45. És principalment conegut per ser qui va signar en nom de la Unió Soviètica l'Acta de capitulació del Tercer Reich el 7 de maig de 1945 a Reims.

## Biografia
Ivan Susloparov va néixer al poble de Krutikhintsi, actualment al districte de Kumionski a l'óblast de Kírov, al nord-est de la Rússia europea. Va combatre a la I Guerra Mundial com a sots-oficial, participant posteriorment a la Revolució d'Octubre de 1917, lluitant a les files de l'Exèrcit Roig als fronts Est i Sud de la Guerra Civil Russa. Després de la victòria roja, Susloparov seguí a l'exèrcit. El 1925 es graduà a l'Acadèmia Militar Conjunta de Kíev i al Departament de Comandament d'Enginyers a l'Acadèmia Militar Dzerjinski el 1938.
El 1939 va ser nomenat agregat militar soviètic a l'ambaixada de París, on era responsable de la intel·ligència militar soviètica a l'Europa Occidental, incloent l'organització anomenada Rote Kapelle.
En introduir-se els rangs d'oficial a l'Exèrcit Roig, Susloparov va ser fet Major General; la comissió va aparèixer a l'Estrella Roja el 12 de juliol de 1940.
Després de la invasió alemanya de la Unió Soviètica el 1941, Susloparov serví al quarter general de l'artilleria de l'Exèrcit Roig; des de 1942 i fins a mitjans de 1944 va ser el comandant de l'artilleria del Desè Exèrcit.
A l'estiu de 1944 Susloparov va ser de nou enviat a París, com a cap de la missió d'enllaç soviètica amb el govern francès i el Quarter General Suprem de la Força Expedicionària Aliada. El seu moment de fama arribà el 6 de maig de 1945, quan el general Eisenhower l'informà de l'arribada del general Alfred Jodl amb la proposta de la rendició alemanya. Tot i que inicialment els alemanys només tenien intenció de rendir-se davant els aliats Occidentals, els emissaris alemanys hagueren d'acceptar rendir totes les tropes alemanyes a tots els aliats. Com Eisenhower proposà, Susloparov envià el text del document de rendició als seus superiors a Moscou, i començà l'espera per l'autorització per signar-la en nom de la Unió Soviètica. Però a l'hora prevista per la cerimònia de signatura (les 02:30 del 7 de maig) no havia arribat cap resposta; i el general Susloparov va fer el que, en retrospectiva, va ser la decisió correcta: signar el document, tot i que amb l'advertència que tindria lloc una nova cerimònia de rendició allà on fos si qualsevol dels Aliats ho demanava. Susloparov signà el document de capitulació del Tercer Reich usant la transliteració francesa del seu nom, "Sousloparov", en lloc de fer-ho mitjançant l'alfabet ciríl·lic.
Poc després que Susloparov signés el document, els soviètics anunciaren que el seu representant a Reims no tenia autoritat per signar aquell document. A més, es trobà que el document signat a Reims diferia de l'esborrany anteriorment preparat, que havia estat aprovat pels Tres Grans. A més la Wehrmacht es negà a rendir les armes i la lluita continuà a Txecoslovàquia; i una ràdio alemanya anuncià que els alemanys havien fet la pau amb els aliats Occidentals, però no amb els soviètics.
El general Susloparov va ser cridat a Moscou per rebre el "càstig estricte" per la seva desobediència (un eufemisme estalinista per referir-se a la pena de mort). Abans que arribés a Moscou, els amics del general Susloparov intercediren davant totes les instàncies possibles intentant de Stalin deposés les seves intencions d'ececutar-lo. Afortunadament per a ell, Stalin li perdonà la vida per les accions a Reims, considerant la seva actuació durant la invasió alemanya de 1941 i els seus descàrrecs en dir que, si no hagués signat a Reims hagués quedat una Acta de Rendició sense la participació de la Unió Soviètica; a més que existia la promesa solemne que se signaria posteriorment una rendició general posterior que substituiria aquell document preliminar.
Tal com Susloparov esperava que passés, el govern soviètic demanà que tingués lloc una segona cerimònia de rendició, la qual va tenir lloc a Karlshorst, prop de Berlín, el 8 de maig de 1945. Ivan Susloparov també hi va estar present.
Després de la guerra, el general Susloparov treballà a l'Acadèmia Militar per Diplomàtics de Moscou, una institució creada per preparar oficials d'intel·ligència i agregats militars. Va morir a Moscou el 16 de desembre de 1974 i està enterrat al cementiri de Vedenskoie.